# Cannone da 75/27 Modello 1911
A Cannone da 75/27 Modello 1911 egy francia tervezésű tábori löveg volt, melyet az Olasz Királyság gyártott az első világháború előtt. 1912-ben rendszeresítették, tervezését Déport ezredes végezte. Az Olasz Királyság alpesi és lovassági egységeihez osztotta a löveget. A löveg tervezete két egyedi tulajdonságot birtokol. Az egyik, hogy ez a típus volt az első tüzérségi eszköz, amelynél bevezették a szétterpeszthető szárú lövegtalpakat, a másik, hogy ez volt az egyetlen és utolsó amelynél a kettős hátrasiklási rendszert alkalmazták. Az első tulajdonsága kedveltté vált, elterjedt és a mai napig ezt a típusú lövegtalpelrendezést használják. A másik tulajdonsága működőképes volt ugyan, de bonyolultsága miatt nem terjedt el.
A lövegek egy részénél alkalmazták a korra jellemző üléseket, melyeket a lövegpajzs előtt helyeztek el a kezelőszemélyzet számára.
A löveget az olasz hadsereg használta az első világháború alatt, de még a második világháborúban is bevetették. Többet zsákmányoltak közülük a német erők, majd az 1943-as észak-olaszországi harcok során vetettek be. Jelölésük a 7,5 cm Feldkanone 244(i) volt. Utódja a jól megtervezett Cannone da 75/32 Modello 1937 lett, amelyet csőszájféke miatt páncéltörő feladatkörbe is használhattak.

## Források

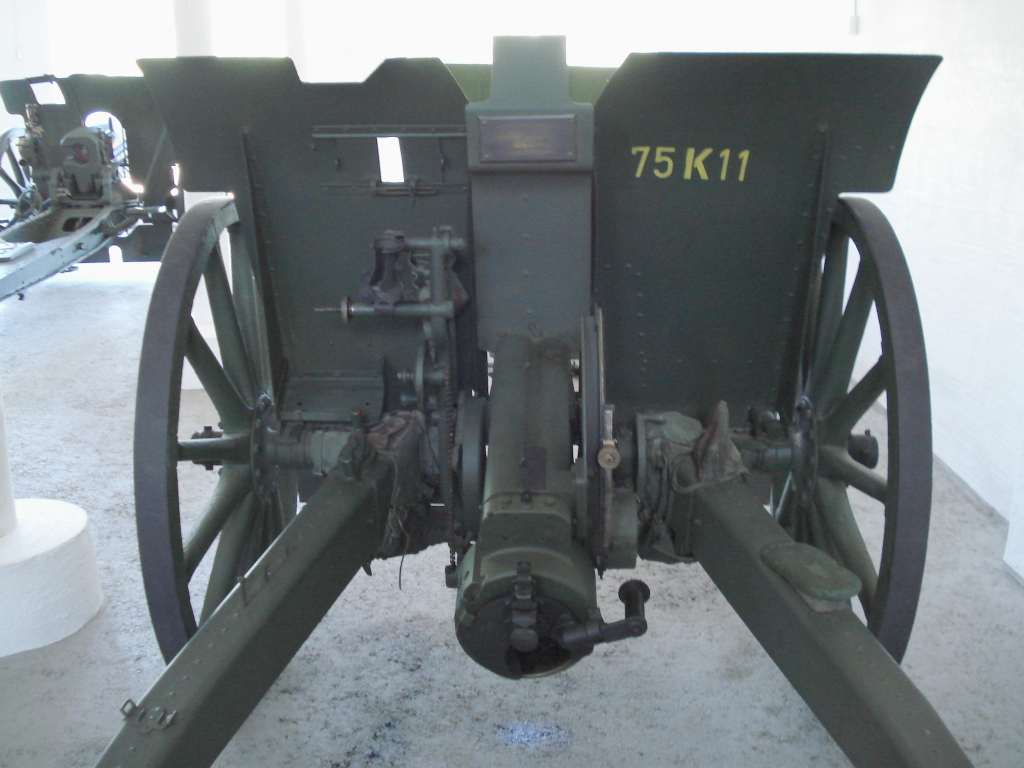
Hátsó nézet

## Fordítás
- Ez a szócikk részben vagy egészben  a   Cannone da 75/27 modello 11 című angol Wikipédia-szócikk ezen változatának fordításán alapul.  Az eredeti cikk szerkesztőit annak laptörténete sorolja fel. Ez a jelzés csupán a megfogalmazás eredetét és a szerzői jogokat jelzi, nem szolgál a cikkben szereplő információk forrásmegjelöléseként.